# Beli Drim
Beli Drim (albansko Drini i Bardhë, srbsko Бели Дрим) je reka na Kosovu in severni Albaniji, 175 km dolg pritok reke Drim.

## Tok

### Kosovo
Kosovski del reke Beli Drim teče po polkraškem območju Kosova, 122 km dolg tok ima obliko loka. Reka izvira na južnem pobočju gore Žljeb, ki stoji severno od mesta Peć. Struga je izvorno ponikalnica, ki v močnem izviru pridre na plano in tvori 25 m visok Slap Belega Drima blizu vasi Radovac.
Najprej teče proti vzhodu, blizu toplic Pećka Banja in vasi Banje, Trbuhovac in Zlakućan, kjer se mu z leve pridruži reka Istočka, in nadaljuje tok proti jugu. Preostali del vodotoka gre preko zelo rodovitnih zemljišč s plodno zemljo, ki je gosto poseljena. Kosovska regija (Podrima) na tem območju nima nobenega večjega naselja, pač pa več manjših. Največja mesta ležijo več kilometrov daleč od reke (Peć, Gjakova, Prizren); bliže so ji mala mesta (Klina) in večje vasi (Krusha e Madhe, Gjonaj).
Beli Drim ima sorazmerno veliko pritokov: Pećka Bistrica, Dečanska Bistrica, potok Prue in Erenik z desne; Istočka, Klina, Mirusa, Rimnik, Topluga in Lumi i Prizrenit z leve.
Kosovski del Belega Drima tvori porečje v obsegu 4360 km². Vodo iz reke porabljajo za oskrbo z vodo v tamkajšnjih večjih mestih, namakanje polj in elektrarne (posebno njene desne pritoke). Pri mejnem prehodu Vrbnica-Shalqin reka vstopi v vzhodno Albanijo, v pokrajino Trektan.
V bližini vasi Xërxë (občina Rahovec) na cesti Gjakova - Prizren je zavarovana naravna znamenitost kanjon Belega Drima. Kanjon je morfo-hidro fenomen z genetsko, vizualno in izobraževalno vrednostjo. 

### Albanija
Albanski del reke je dolg le 19 km in ima porečje veliko 604 km². Z leve se vanjo izliva pritok Lumë, ki tudi izvira na Kosovu. Ko Beli Drim doseže mesto Kukës, se zlije s Črnim Drimom in od tu dalje teče kot Drim, ki se izliva v Jadransko morje. Reke tu niso plovne.
Celoten albanski del in še del Kosova je v obliki umetnega jezera Fierza.